# Retrato de hombre con petrarquino
Retrato de hombre con petrarquino es una pintura al óleo sobre tabla de 66 cm x 31 cm de Francesco Mazzola, conocido como Parmigianino, datado en 1524 aproximadamente y conservado en una colección privada.

## Historia y descripción
La obra fue asignada a Parmigianino en 1981, por Philip Poncey, atribución confirmada por Beguin (2000 y 2001) y Mario De Giampaolo. La única propuesta de identificación avanzada (Beguin) ve en la obra un parecido con los autorretratos del autor, como el Autorretrato en un espejo convexo. En el reverso de la obra se lee la inscripción a pluma: "1528 a dì p.° de / marzo, ahora tiene 28 años", con un sello con las llaves papales y el número dos: a pesar de esto, la crítica ha datado la obra más bien en 1524, antes de la salida del pintor para Roma, por analogías con otros retratos del periodo, como el de Galeazzo Sanvitale y el Retrato de un coleccionista: el protagonista, retratado a media figura sobre un fondo verde liso sobre el cual se proyecta su sombra, tiene de hecho el rostro fuertemente iluminado, creando una superficie lisa y compacta, casi esmaltada, en contraste con el efecto suave y oscuro de la larga barba y el cabello castaños. El hombre viste una amplia casaca negra y una gorra del mismo color, la tonalidad preferida de las clases acomodadas desde inicios del siglo XVI (ya que era muy costosa) y sujeta entre las manos los guantes y un "petrarquino" es decir un pequeño volumen fácilmente portátil con el Cancionero de Petrarca, cuyo nombre se insinúa en letras doradas sobre la tapa. Las manos, clarísimas, no están bien conservadas. El atuendo, el anillo de oro con una piedra en el dedo, y sobre todo el libro denotan el alto nivel cultural y social del retratado. En el fondo alrededor del perfil superior de la gorra son evidentes los rastros de un arrepentimiento dirigido a reducir las dimensiones de la gorra misma.